# Joseph Campbell
Joseph John Campbell (26 de marzo de 1904-30 de octubre de 1987) fue un mitólogo, escritor y profesor estadounidense, más conocido por su trabajo sobre mitología y religión comparada. Su obra es vasta, abarcando muchos aspectos de la experiencia humana.

## Vida

### Educación temprana

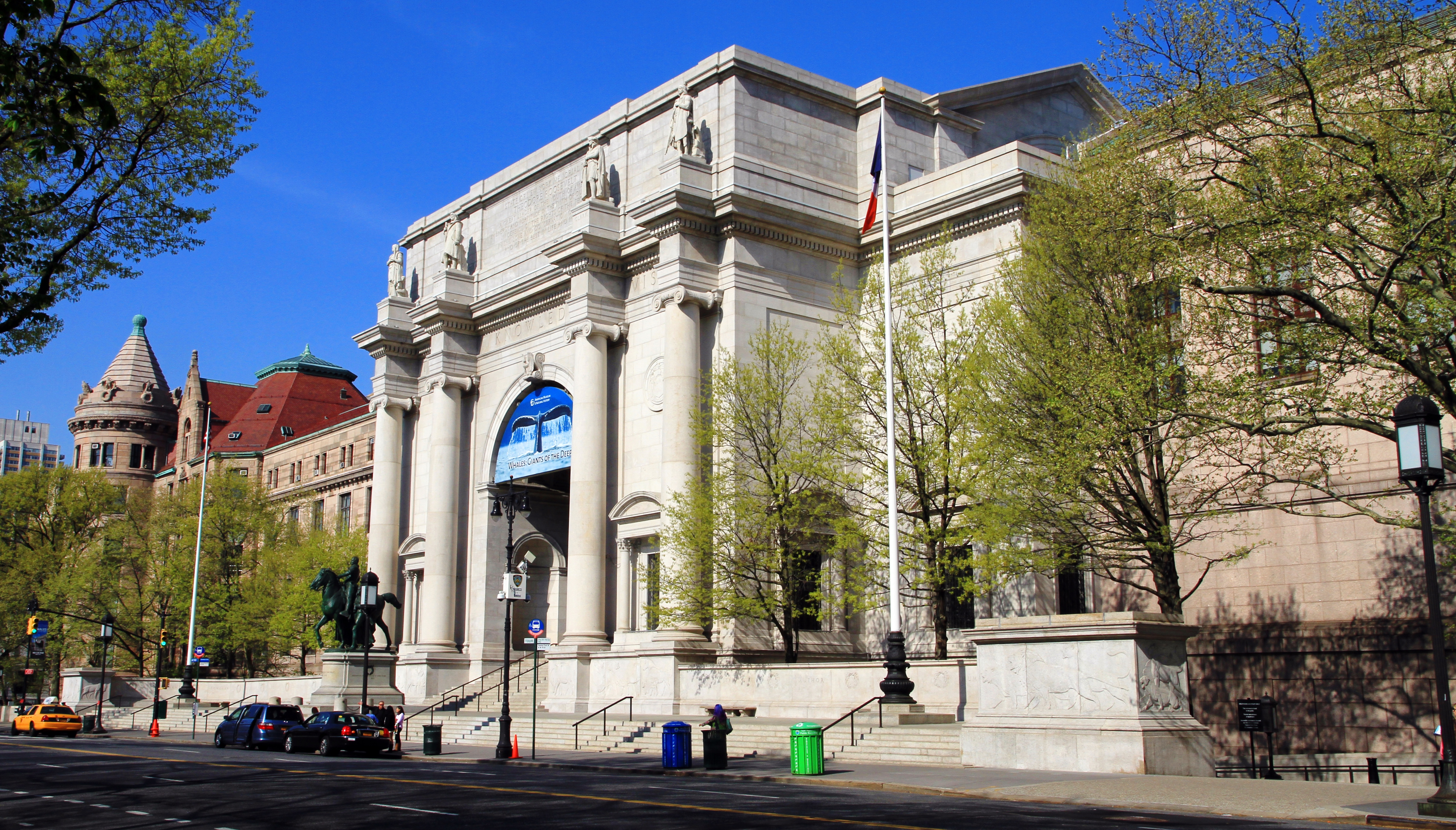
Museo Americano de Historia Natural.

Joseph Campbell nació y se crio en White Plains, Nueva York, en una familia católica de clase media superior. Siendo niño Campbell quedó fascinado con la cultura nativa americana después de que su padre lo llevara a ver el Museo Americano de Historia Natural en Nueva York, donde vio expuestas colecciones destacadas de artefactos nativos americanos. Pronto se convirtió en experto en numerosos aspectos de la sociedad nativa americana, principalmente en su mitología. Esto condujo a la pasión de toda la vida de Campbell por el mito y a su estudio y cartografía de los hilos cohesivos en mitología que parecían existir incluso entre culturas humanas dispares.
En 1921 se graduó en Canterbury School, en New Milford, Connecticut.
Posteriormente estudió Biología y Matemáticas en Dartmouth College, pero decidió que prefería las humanidades. Fue transferido a la Universidad de Columbia, donde recibió su B. A. en Literatura Inglesa en 1925 y su M. A. en Literatura Medieval en 1927.
En Dartmouth se incorporó a la Delta Tau Delta. Campbell también fue un atleta consumado, recibiendo premios en eventos de atletismo. Durante un tiempo, fue uno de los más rápidos corredores de media milla en el mundo.

### Europa
En 1924 Campbell viajó a Europa con su familia. En el barco, durante su viaje de regreso, se encontró con Jiddu Krishnamurti; disertaron sobre filosofía asiática, generando en él un largo interés de por vida por la filosofía hindú y el pensamiento de la India. A raíz de este viaje, dejó de ser un católico practicante.
En 1927 Campbell recibió una beca proporcionada por la Columbia University para estudiar en Europa. Estudió francés antiguo, provenzal y sánscrito en la Universidad de París en Francia y en la Universidad de Múnich en Alemania. Aprendió rápidamente a leer y hablar en francés y alemán, dominándolos tras solo unos meses de estudio riguroso. Conservó la fluidez en estos idiomas el resto de su vida (ya fluido en latín, continuaría añadiendo el japonés a su paleta lingüística).
Mientras permanecía en Europa fue muy influenciado por el período de la generación perdida, un momento de enorme innovación intelectual y artística. Campbell comentaba a menudo esta influencia y la de James Joyce, en particular.
En este clima Campbell fue introducido también en la obra de Thomas Mann, que iba a ser igualmente influyente en su vida e ideas. Mientras estaba en Europa se interesó a su vez por el arte moderno, llegando a estar particularmente entusiasmado con la obra de Paul Klee y Pablo Picasso. Un nuevo mundo de apasionantes ideas se abrió durante su estadía en el Viejo Continente, familiarizándose con las obras y escritos de Sigmund Freud y Carl Gustav Jung.

### Gran Depresión

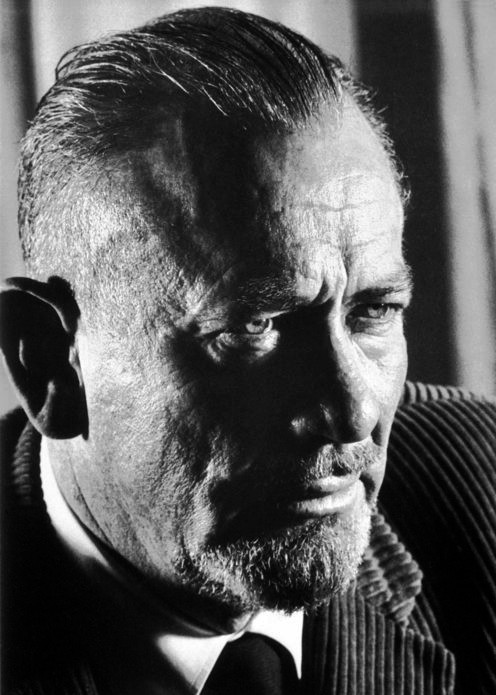
John Steinbeck

A su regreso a Columbia en 1929, Campbell expresó su deseo de continuar el estudio del sánscrito y del arte moderno además de la literatura medieval. A falta de aprobación de la facultad, Campbell se retiró de los estudios de posgrado. Posteriormente en su vida fue muy insistente en que se dirigieran a él como el Sr. Campbell, no como el Dr. Campbell.
Unas semanas más tarde llegó la Gran Depresión. Campbell pasó los siguientes cinco años (1929-1934) contemplando el siguiente curso de su vida mientras se veía comprometido en un intenso y riguroso estudio independiente. Más tarde dijo que «dividiría el día en cuatro períodos de cuatro horas, de los cuales leería en tres de los cuatro períodos horarios, librando uno de ellos… obtendría así nueve horas por día de pura lectura. Y esto se prolongó durante cinco años consecutivos».
Campbell viajó a California por un año (1931-32), continuando sus estudios independientes y logrando una estrecha amistad con el escritor en ciernes John Steinbeck y su esposa Carol. En la península de Monterey, tanto Campbell como Steinbeck cayeron bajo el hechizo del biólogo marino Ed Ricketts (el modelo para Doc en la novela de Steinbeck Cannery Row, así como para personajes centrales en muchas otras novelas). Campbell vivió durante un tiempo al lado de Ricketts, participó en actividades profesionales y sociales de su vecino y lo acompañó, junto a Xenia y Sasha Kashevaroff, en un viaje de 1932 a Juneau (Alaska) sobre el bote Grampus. Campbell también comenzó a escribir una novela centrada en Ricketts como héroe, pero, a diferencia de Steinbeck, no completó su libro.
Según Bruce Robison:

Campbell se refería a esos días como un momento en que todo en su vida fue tomando forma […]. Campbell, el gran cronista del "viaje del héroe" en mitología, reconoció patrones que eran similares a su propio pensamiento en uno de los ensayos filosóficos inéditos de Ricketts. Ecos de Carl Jung, Robinson Jeffers y James Joyce se pueden encontrar en la obra de Steinbeck y Ricketts, así como en Campbell.

Campbell mantuvo su lectura independiente mientras enseñaba por un año en 1933 en Canterbury School, tiempo durante el cual intentó publicar obras de ficción.
Los estudios independientes de Campbell le condujeron a su exploración mayor de las ideas del psiquiatra suizo Carl Jung, un colega contemporáneo y alejado de Sigmund Freud. Campbell editó los primeros documentos de las conferencias anuales de Eranos de Jung y ayudó a Mary Mellon a fundar las Bollingen Series de libros de psicología, antropología y mitología de la Bollingen Foundation. Muchos de los libros de Campbell serían publicados en esta colección. Campbell mantuvo una larga correspondencia con Jung. Sin embargo, tan solo llegarían a reunirse personalmente en una ocasión. Sería en el verano de 1953, después de la guerra, una tarde memorable en el retiro de este último de la torre de Bollingen.
Otro miembro disidente del círculo de Freud que influyó en Campbell fue Wilhelm Stekel (1868-1939). Stekel fue pionero en la aplicación de los conceptos de Freud sobre los sueños, las fantasías de la mente humana y el inconsciente a la antropología y la literatura.

### Sarah Lawrence College

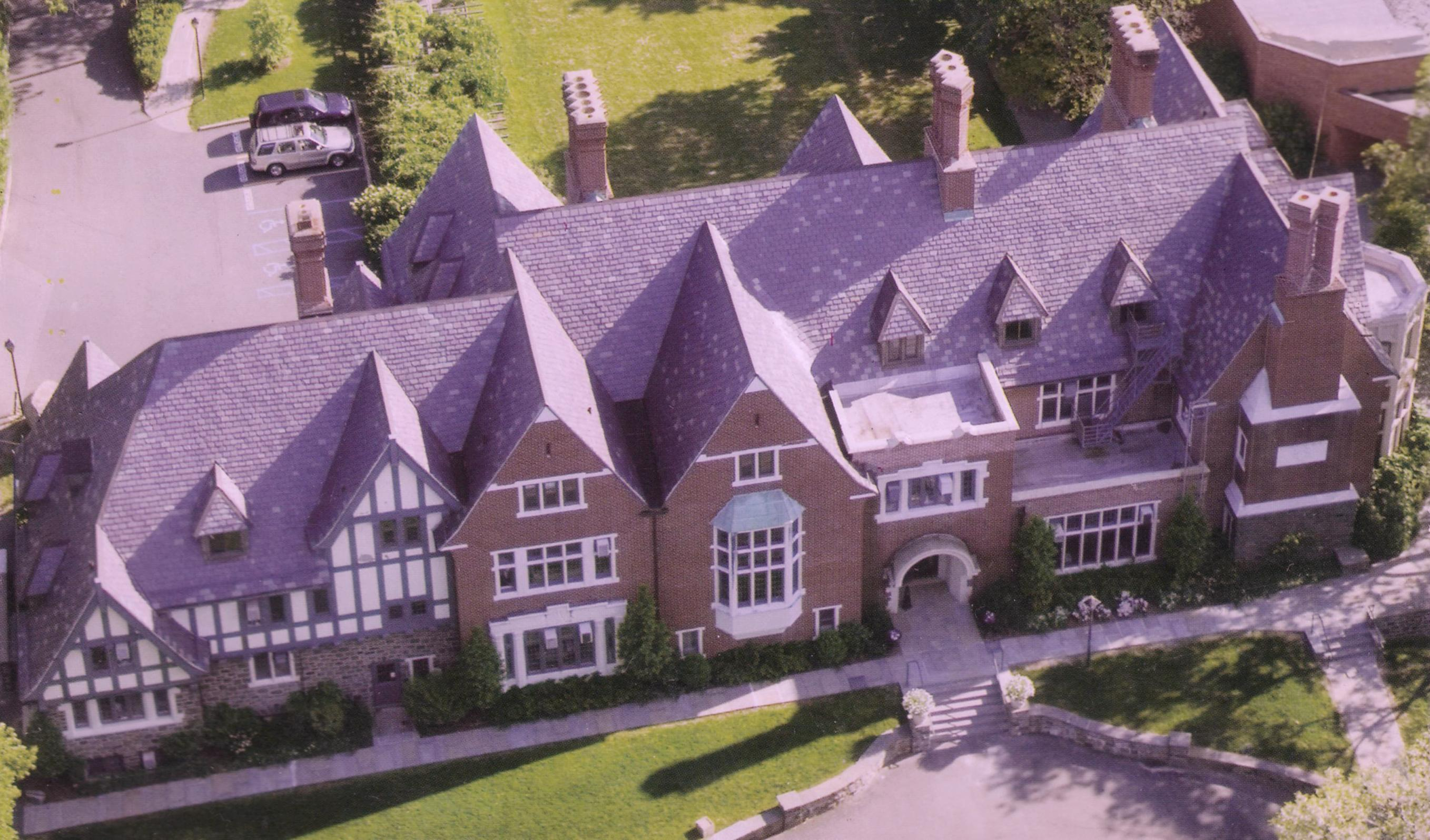
Sarah Lawrence College.

En 1934 ofrecieron a Campbell un puesto como profesor en el Sarah Lawrence College. gracias a los esfuerzos de su antiguo asesor de Columbia W. W. Laurence.

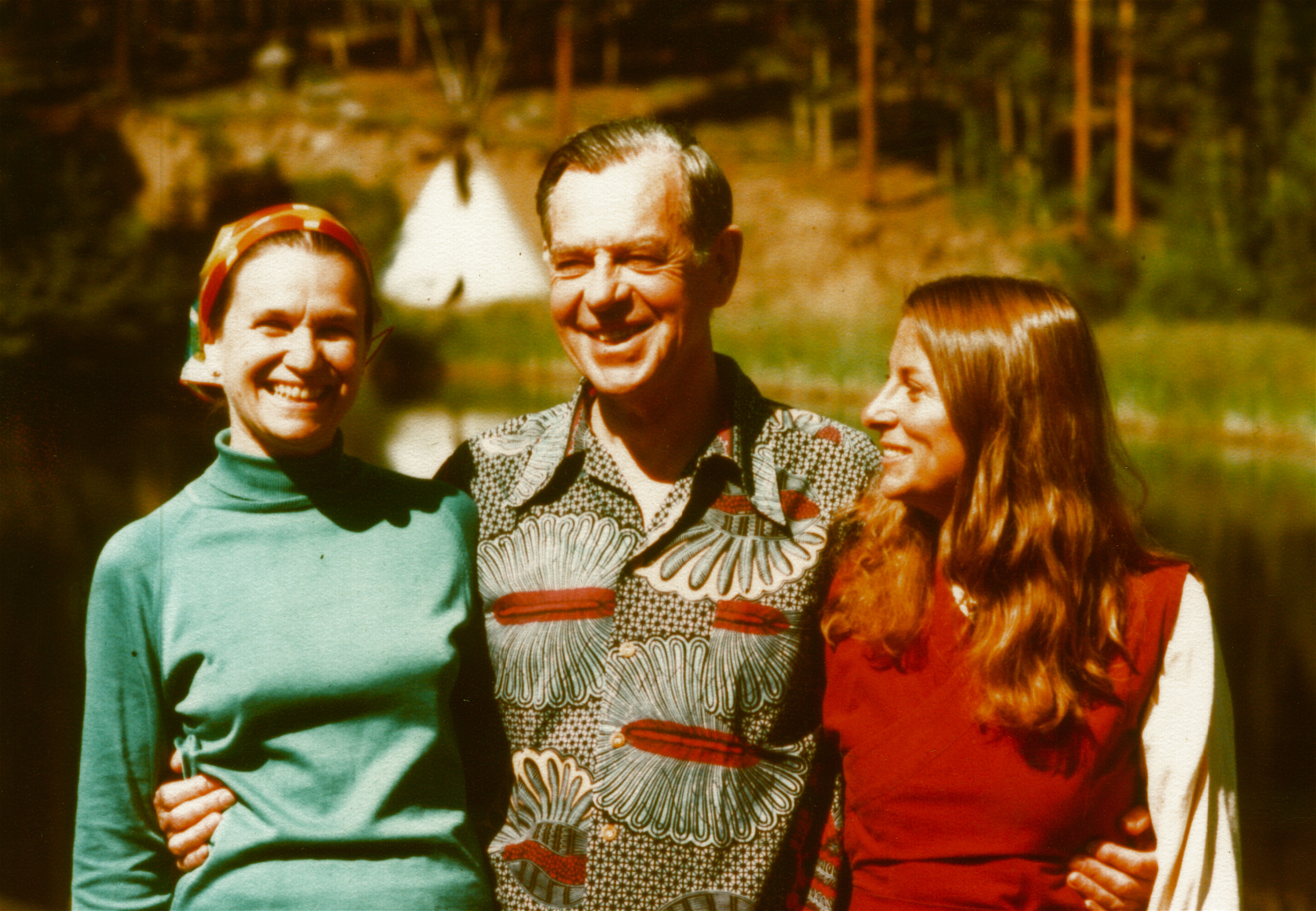
De izquierda a derecha: Jean Erdman, Joseph Campbell y Joan Halifax, en el Feathered Pipe Ranch, Montana, finales de los años 70

En 1938 Campbell se casó con una de sus antiguas alumnas, la bailarina y coreógrafa Jean Erdman. Erdman y Campbell no tuvieron hijos. Durante la mayor parte de sus cuarenta y nueve años de matrimonio compartieron un apartamento de dos habitaciones en Greenwich Village en Ciudad de Nueva York. En la década de los 80 también compraron un apartamento en Honolulu y dividieron su tiempo entre las dos ciudades.
A principios de la Segunda Guerra Mundial, Campbell asistió a una conferencia del indólogo Heinrich Zimmer; los dos hombres se convirtieron en buenos amigos. Después de la muerte de Zimmer, a Campbell le fue encomendada la tarea de editar y publicar póstumamente los escritos de Zimmer, lo que haría durante la siguiente década.
En 1955-56, a medida que el último volumen póstumo de Zimmer (The Art of Indian Asia, its Mythology and Transformations) fuera finalmente a punto de ser publicado, Campbell se tomó un año sabático en el Sarah Lawrence College y viajó por primera vez a Asia. Pasó seis meses en el sur del continente (principalmente en la India) y otros seis en el este (fundamentalmente en Japón).
Este año tuvo una profunda influencia en su pensamiento acerca de la religión y el mito de Asia, y también en la necesidad de enseñar mitología comparada a una audiencia más amplia, no académica.
En 1972 Campbell se retiró del Sarah Lawrence College, después de haber enseñado allí durante 38 años.

### Divulgación
Después de regresar de su viaje a la India y Japón en 1956, Campbell sintió que los estadounidenses —tanto el gran público como los profesionales que trabajaron y estudiaron en el extranjero— habían sido deplorablemente ignorantes con respecto a los mitos y las culturas del mundo. Empezó a trabajar en una serie de niveles para cambiar este estado de cosas. En primer lugar, comenzó a escribir su magnum opus, The Masks of God (Las máscaras de Dios), que explora los mitos de las culturas del mundo a través de los milenios y en todo el mundo.
Al mismo tiempo, comenzó a enseñar cursos en el Instituto del Servicio Exterior del Departamento de Estado de los Estados Unidos, disertando sobre mito y religión comparada.
Finalmente, comenzó a hablar públicamente sobre el mito mundial. Seguiría haciéndolo —en las universidades, iglesias y salas de conferencias, en la radio y la televisión— el resto de su vida.

### Muerte
Joseph Campbell murió a los 83 años, el 30 de octubre de 1987, en su casa en Honolulu, Hawái, por complicaciones de un cáncer de esófago. Antes de su muerte había terminado el rodaje de una serie de entrevistas con Bill Moyers que se emitió la siguiente primavera como The Power of Myth (El poder del mito).

## Influencias de Campbell

### Arte, literatura, filosofía

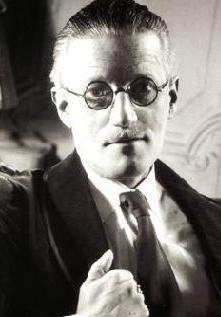
James Joyce.

Campbell hace referencia frecuentemente en sus disertaciones y escritos a la obra de los escritores modernos James Joyce y Thomas Mann, así como al arte de Pablo Picasso. Fue introducido a sus obras durante su estancia como estudiante de posgrado en París. Campbell mantuvo eventualmente correspondencia con Mann.
Las obras de Arthur Schopenhauer y Friedrich Nietzsche tuvieron un profundo efecto en el pensamiento de Campbell; citó sus escritos frecuentemente, incluso en sus propias traducciones del original en alemán.
La filosofía del «Persigue tu felicidad» atribuida a Campbell después de la emisión original de The Power of Myth (El poder del mito, véase más adelante) deriva de las Upanishads hindúes; sin embargo, Campbell fue posiblemente influido también por la novela de 1922 de Sinclair Lewis Babbitt. En The Power of Myth Campbell cita de la novela:

Campbell: ¿Ha leído Babbitt de Sinclair Lewis?
Moyers: No hace mucho tiempo.
Campbell: ¿Recuerda la última línea? 'Nunca he hecho una cosa que quise hacer en toda mi vida'. Ese es un hombre que nunca persiguió su felicidad.

### Psicología y antropología
El pensamiento de Campbell sobre símbolos y relatos universales estaba profundamente influido por James Frazer (La rama dorada), Adolf Bastian y Otto Rank (El mito del nacimiento del héroe), entre otros.
El antropólogo Leo Frobenius fue importante en la visión de la historia cultural de Campbell. También fue influenciado por el trabajo psicológico de Abraham Maslow y Stanislav Grof.

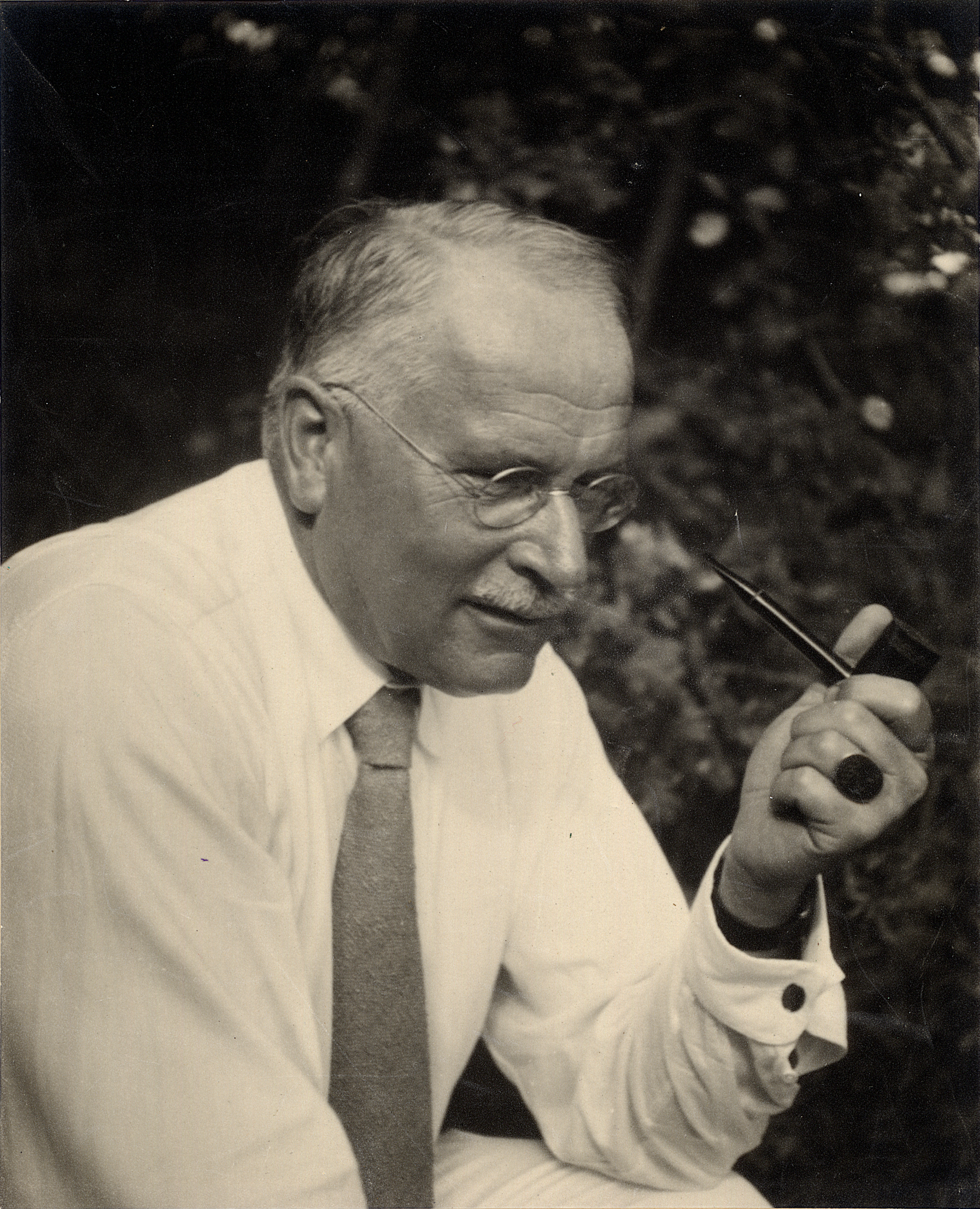
Carl Gustav Jung

Las ideas de Campbell sobre el mito y su relación con la psique humana dependen en parte del trabajo pionero de Sigmund Freud, pero en particular de la obra de Carl Gustav Jung, cuyos estudios de la psicología humana, como se mencionó anteriormente, influyeron enormemente en Campbell. La concepción del mito de Campbell está estrechamente relacionada con el método junguiano de la interpretación de los sueños, que depende en gran medida de la interpretación simbólica.
Las intuiciones de Jung sobre los arquetipos estaban a su vez fuertemente influenciadas por el Bardo Thodol (también conocido como Libro tibetano de los muertos). En su libro The Mythic Image (Imagen del mito) Campbell cita la declaración de Jung sobre el Bardo Thodol, que

[…] pertenece a esa clase de escritos que no sólo son de interés para especialistas en budismo Mahāyāna, sino también, a causa de su profunda humanidad y comprensión aún más profunda de los secretos de la psique humana, hace un llamamiento especial a los laicos que buscan ampliar su conocimiento de la vida… Durante años, desde que se publicó por primera vez, el Bardo Thodol ha sido mi compañero constante, y a él le debo no sólo muchas ideas estimulantes y descubrimientos, sino también muchas intuiciones fundamentales.

En 1940 Campbell asistió a una conferencia del profesor Heinrich Zimmer en la Universidad de Columbia; ambos se hicieron amigos, y Campbell consideró a Zimmer como a un mentor. Zimmer enseñó a Campbell que el mito (en lugar de un gurú o guía espiritual) podría servir como un mentor personal, en el que sus historias proporcionan un mapa de carreteras psicológico para el encuentro de uno mismo en el laberinto del complejo mundo moderno. Zimmer confió más en los significados de los cuentos mitológicos (sus símbolos, metáforas, imágenes, etc.) como fuente para la realización psicológica que en el psicoanálisis mismo. Campbell tomó prestadas después técnicas interpretativas de Jung y luego las reformó de un modo que sigue las creencias de Zimmer, interpretando directamente a partir de la mitología mundial. Esta es una importante distinción, porque sirve para explicar por qué Campbell no siguió directamente los pasos de Jung en psicología aplicada.

## Mitología comparada y teorías de Campbell

### Monomito

Monomito.

El término monomito de Campbell, también referido como el viaje del héroe, hace referencia a un patrón básico hallado en muchos relatos procedentes de todo el mundo. Este patrón ampliamente distribuido fue descrito inicialmente al completo en El héroe de las mil caras (1949). Entusiasta del novelista James Joyce, Campbell tomó prestado el término de su obra Finnegans Wake.
Como un firme creyente en la unidad de la conciencia humana y su expresión poética a través de la mitología, Campbell expresó por medio del concepto de monomito la idea de que la totalidad de la raza humana podría ser vista como recitando una historia única de gran importancia espiritual. En el prefacio de El héroe de las mil caras indicó que su objetivo era demostrar similitudes entre las religiones orientales y occidentales. A medida que el tiempo evoluciona, esta historia se descompone en formas locales, adoptando diferentes formas (máscaras), en función de las necesidades y la estructura social de la cultura que la interpreta. Su significado último se relaciona con la búsqueda de la humanidad de la misma fuerza básica y desconocida de la que proviene todo, dentro de la cual todo existe actualmente y a la que todo retornará, y se considera «incognoscible» porque existía antes de las palabras y el conocimiento.
La forma de la historia, sin embargo, tiene una estructura conocida, que se puede clasificar en las diversas etapas de las aventuras de un héroe, tales como «la llamada a la aventura», «recibiendo ayuda sobrenatural», «encuentro con la diosa/expiación con el padre» y «retorno». Como la verdad última no puede ser expresada en términos sencillos, los rituales espirituales y las historias se refieren a ella mediante el uso de «metáforas», un término que Campbell utilizó en gran medida e insistió en su sentido propio: en contraste con las «comparaciones», que utilizan el término como, las metáforas pretenden una interpretación literal de lo que se están refiriendo, como en la frase «Jesús es el Hijo de Dios» en lugar de «La relación del hombre con Dios es como la de un hijo a un padre». Según Campbell, el mito del Génesis de la Biblia no debe tomarse como una descripción literal de acontecimientos históricos que suceden en nuestra comprensión actual del tiempo y el espacio, sino como una metáfora para el surgimiento de la conciencia cognitiva del ser humano a medida que evolucionó a partir de un estado animal previo.
Algunos estudiosos han estado en desacuerdo con el concepto de «monomito» debido a su simplificación excesiva de diferentes culturas. Según Robert Ellwood, «una tendencia a pensar en términos genéricos de personas, razas… es indudablemente el defecto más profundo en el pensamiento mitológico».
Campbell hizo un uso intensivo de las teorías de Carl Jung sobre la estructura de la psique humana y utilizó a menudo términos como «anima/ánimus» y «consciencia del yo».

### Función del mito
Campbell a menudo describía la mitología como teniendo una función cuádruple para la sociedad humana. Esto aparece en el cuarto volumen Creative Mythology (Mitología creativa) de su tetralogía The Masks of God (Las máscaras de Dios), así como en varias conferencias:
1. La función mística: despertar un sentido de asombro ante el misterio del ser
Según Campbell, los misterios absolutos de la vida no pueden ser capturados directamente en palabras o imágenes. Los mitos son «declaraciones del ser»[29] y la experiencia de este misterio sólo se puede obtener a través de una participación en rituales míticos o de la contemplación de símbolos míticos que señalan más allá de sí mismos. «Los símbolos mitológicos tocan y estimulan centros de vida más allá del alcance de la razón y la coacción… La primera función de la mitología es conciliar la conciencia de vigilia al mysterium tremendum et fascinans de este universo tal como es».[30]
2. La función cosmológica: explicación de la forma del universo
El mito también funciona como una protociencia, proporcionando al mundo observable (físico) un acuerdo con los significados metafísicos y psicológicos prestados por las otras funciones de la mitología. Campbell notó que el dilema moderno entre ciencia y religión en cuestiones referidas a la verdad es en realidad entre la ciencia del mundo antiguo y la de hoy.
3. La función sociológica: validar y apoyar el orden social existente
Las sociedades antiguas tenían que ajustarse a un orden social existente para sobrevivir. Esto se debe a que evolucionaron bajo «presión» de necesidades mucho más intensas que las que se encuentran en nuestro mundo moderno. La mitología confirmó ese orden y lo hizo cumplir reflejándolo en las historias mismas, describiendo a menudo cómo llegó el orden de la intervención divina.
4. La función pedagógica: guía del individuo a través de las etapas de la vida
Cuando una persona pasa por la vida encuentra muchos desafíos psicológicos. El mito puede servir como una guía para el paso exitoso a través de las etapas de la vida. Por ejemplo, las culturas más antiguas utilizan los ritos de paso como una prueba adolescente a la etapa adulta. Más tarde, una mitología vivida enseñará a la misma persona a abandonar las posesiones materiales y los proyectos terrenales cuando se disponga a morir.

Campbell cree que si los mitos son para que continúen cumpliendo sus funciones vitales en nuestro mundo moderno, deben transformarse y evolucionar continuamente debido a que las mitologías más antiguas (sin transformar) simplemente no tienen en cuenta las realidades de la vida contemporánea, en particular con respecto a las cambiantes realidades cosmológicas y sociológicas de cada nueva era.

### Evolución del mito
El punto de vista de Campbell de la mitología no era de ninguna manera estático y sus libros describen con detalle cómo las mitologías evolucionaron con el tiempo, reflejando las realidades en las que cada sociedad tuvo que adaptarse. Varias etapas del desarrollo cultural tienen diferentes sistemas mitológicos aún identificables. En síntesis estos son:
1. El camino de los poderes animales: sociedades de caza y recolección

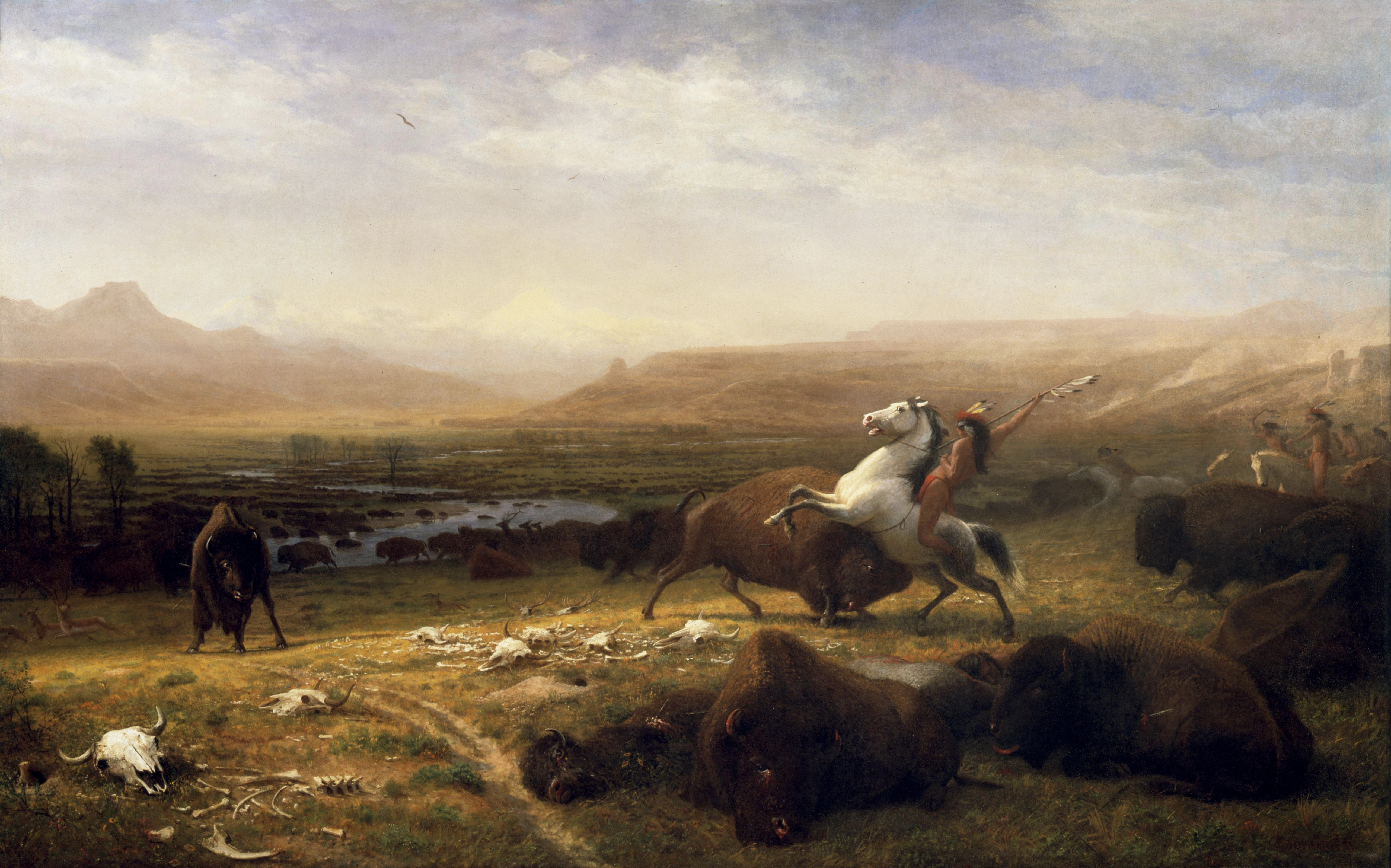
El último de los búfalos, Albert Bierstadt (c. 1888)

El último de los búfalos, Albert Bierstadt (c. 1888)En esta etapa de evolución, la religión era animista, toda la naturaleza era vista como siendo infundida con un espíritu o presencia divina. En el centro del escenario estaba el animal de caza principal de esa cultura, ya sea el búfalo de los nativos americanos o el eland de las tribus sudafricanas, y una gran parte de la religión se centró en enfrentarse a la tensión psicológica proveniente de una realidad: la necesidad de matar versus la divinidad del animal. Esto se hizo presentando a los animales brotando de una fuente arquetípica eterna y viniendo a este mundo como víctimas voluntarias, entendiendo que sus vidas serían devueltas a la tierra o a la madre a través de un ritual de restauración.[32] El acto de la matanza llega a ser entonces un ritual en el que ambas partes, el animal y la humanidad, participan por igual. En Mythos y The Power of Myth Campbell relata la historia que denomina The Buffalo's Wife (La esposa del Búfalo) tal como lo contó la tribu pies negros de Norteamérica. La historia habla de una época en que los búfalos dejaron de ir a las llanuras de caza, dejando a la tribu morir de hambre. La hija del jefe se compromete a casarse con el jefe de los búfalos a cambio de su reaparición, pero finalmente es perdonada y los animales mismos le enseñan la danza del búfalo, a través de la cual los espíritus de sus muertos vuelven a su fuente de vida eterna. De hecho, Campbell enseñó que, a lo largo de la historia, la humanidad ha mantenido la creencia de que toda vida viene y regresa a otra dimensión que trasciende la temporalidad, pero que puede ser alcanzada a través del ritual.
2. El camino de la tierra sembrada: primeras sociedades agrícolas

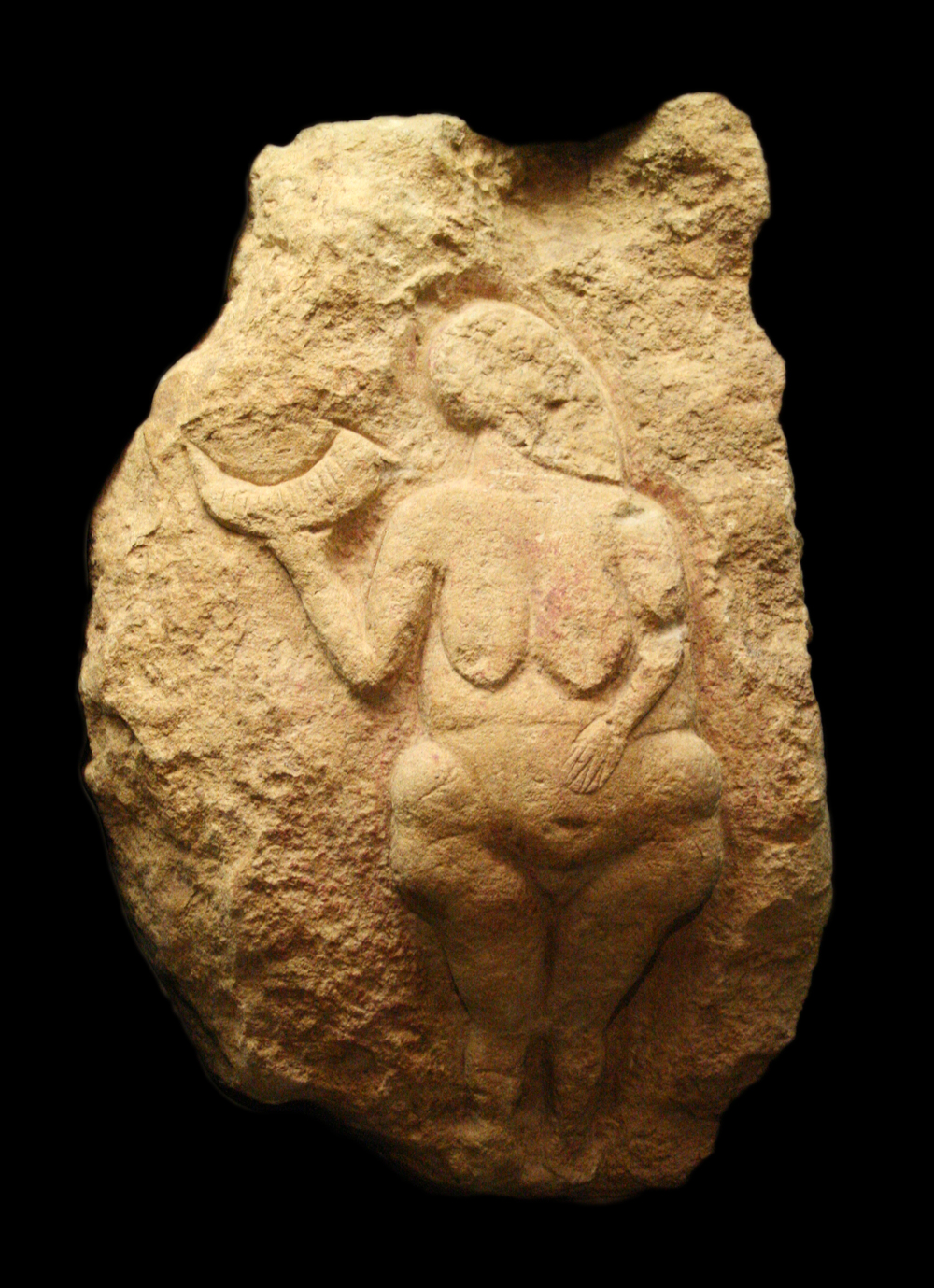
Venus de Laussel

Venus de LausselComenzando en las fértiles praderas de Europa en la Edad del Bronce y desplazándonos al Levante y al Creciente Fértil de Mesopotamia, la práctica de la agricultura se extendió junto con una nueva forma de entender la relación de la humanidad con el mundo. En este momento la tierra era vista como la Madre y los mitos se centraron en torno a «sus poderes vivificantes». El ciclo de siembra y cultivo fue reflejado en rituales religiosos que a menudo incluían el sacrificio humano, simbólico o literal.[33] Las figuras principales de este sistema eran una Gran Diosa femenina, la Madre Tierra, y su constantemente moribundo y resucitado hijo/consorte, un Dios masculino. En este tiempo el foco era participar en el ritmo repetitivo del mundo expresado en las cuatro estaciones, el nacimiento y la muerte de los cultivos y las fases de la luna. En el centro de este movimiento estaba la Diosa madre de la que toda vida emergía y a la que toda vida retornaba. Esto a menudo le daba un aspecto dual como madre y destructora.
3. El camino de las luces celestiales: las primeras grandes civilizaciones
Cuando las primeras sociedades agrícolas evolucionaron hasta convertirse en las grandes civilizaciones de Mesopotamia y Babilonia, la observación de las estrellas les inspiró la idea de que la vida sobre la tierra debía seguir también un patrón similar matemáticamente predeterminado en el que los seres individuales eran meros participantes en un juego cósmico eterno. El rey estaba simbolizado por el Sol, con la corona de oro como su metáfora principal, mientras que su corte eran los planetas que le orbitaban. La Diosa madre permaneció, pero sus poderes fueron fijados ahora dentro del marco rígido de un universo de relojería.

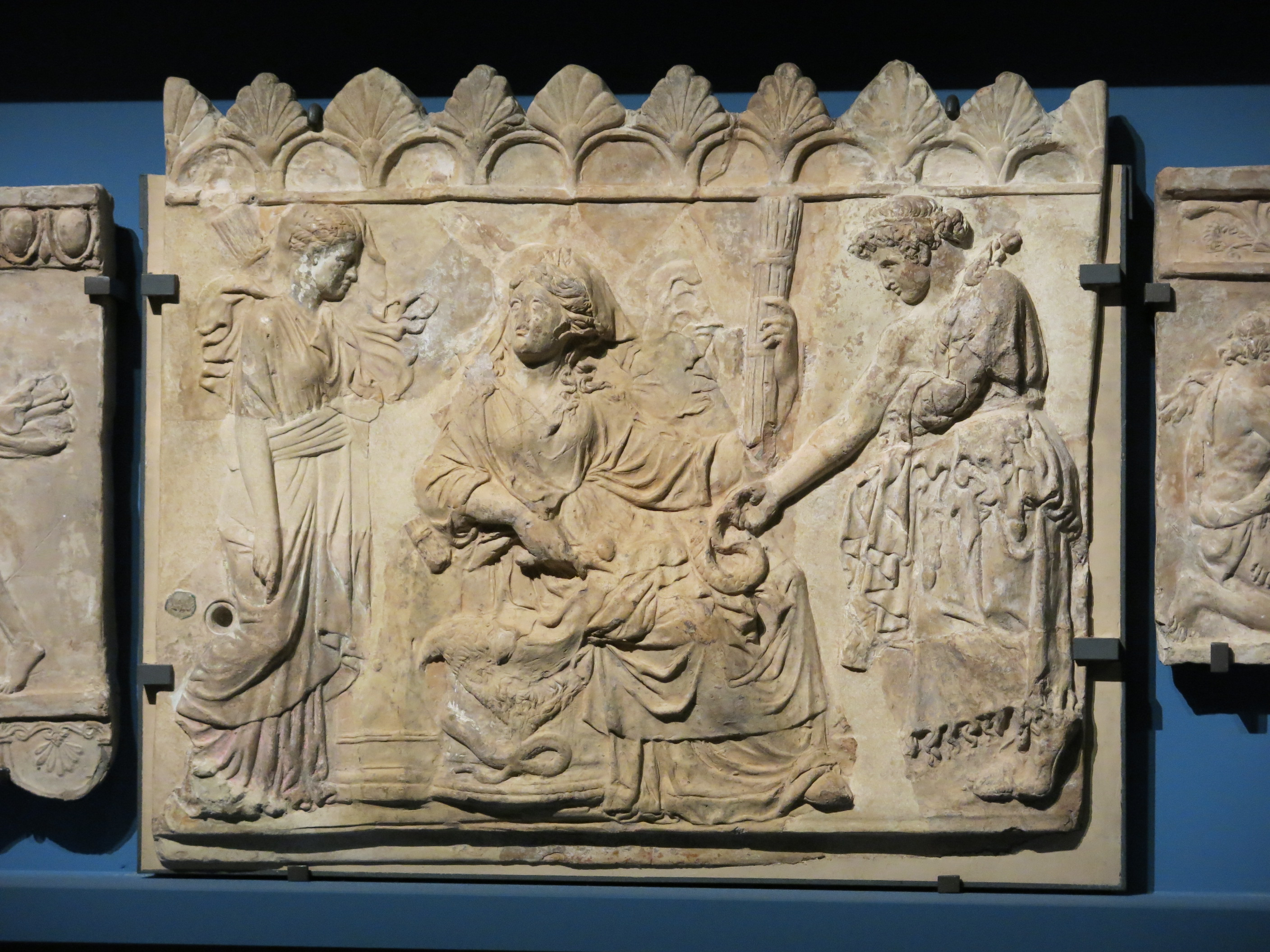
Iniciación a los Misterios de Eleusis en la Antigua Grecia

Sin embargo, dos incursiones bárbaras cambiaron esto. A medida que los indoeuropeos (arios) descendieron desde el norte y los semitas se extendieron desde el desierto de Arabia, trajeron consigo una mitología masculina dominante con un dios guerrero cuyo símbolo era el trueno. A medida que conquistaron, debido principalmente a la tecnología superior del hierro forjado, su mitología se combinó y subyugó al sistema anterior de la Diosa Tierra. Muchas de las mitologías del mundo antiguo como las de Grecia, India y Persia son un resultado de aquella fusión de dioses conservando algunos de sus rasgos y carácter originales pero perteneciendo ahora a un solo sistema.Iniciación a los Misterios de Eleusis en la Antigua Grecia Figuras tales como Zeus e Indra son dioses del trueno que ahora interactúan con Deméter y Dioniso, cuyo ritual de sacrificio y renacimiento, testimonio de sus raíces preindoeuropeas, fue promulagado todavía en la Grecia clásica. Pero para la mayor parte el foco se desplazó en gran medida hacia lo masculino, con Zeus ascendiendo al trono de los dioses y Dioniso degradado a un mero semidiós.
Esta degradación fue muy profunda en el caso del imaginario bíblico donde los elementos femeninos fueron marginados hasta el extremo. Campbell creía que Eva y la serpiente que la tentó fueron una vez dioses de la fertilidad adorados por derecho propio con el Árbol del conocimiento siendo el Árbol de la vida.[34] También se basó en la historia bíblica de la narración de Caín y Abel, con Caín como un agricultor cuya ofrenda agraria no es aceptada por Dios mientras que el sacrificio animal de un pastor sí lo es. En la serie de conferencias de Mythos Campbell habla de los Misterios de Eleusis en la Antigua Grecia, donde el viaje de Démeter en el inframundo fue representado para hombres y mujeres jóvenes de la época. Allí observó que el trigo se presentó como el último misterio con el vino como un símbolo de Dioniso, al igual que en los misterios cristianos donde el pan y el vino se consideran la encarnación del cuerpo y la sangre de Jesús. Ambas religiones son portadores de la misma cosmología de la «tierra sembrada» en diferentes formas conservando una imagen del Dios constantemente moribundo y resucitado.
4. El camino del hombre: mitología medieval, amor romántico y el nacimiento del espíritu moderno

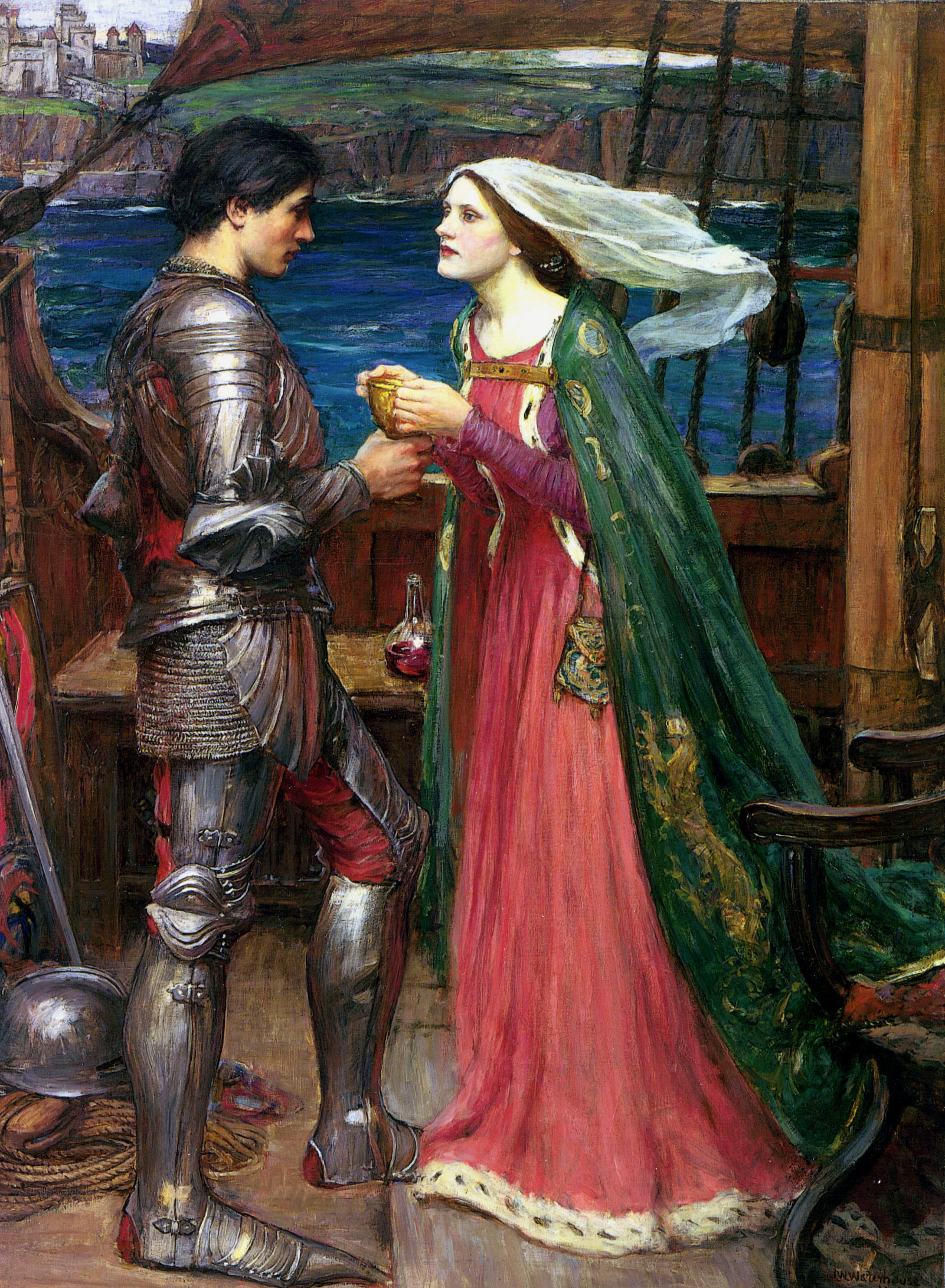
Tristán e Isolda con la poción, John William Waterhouse (1916)

Tristán e Isolda con la poción, John William Waterhouse (1916)Campbell reconoció que la forma poética del amor cortés, llevada a través de la Europa medieval por los trovadores ambulantes, contenía una mitología completa en sí misma.[35] En El poder del mito así como en el tercer volumen de las Las máscaras de Dios, Mitología occidental, Campbell describe el surgimiento de un nuevo tipo de experiencia erótica como un asunto de «persona a persona», en contraste con la definición puramente física dada a Eros en el mundo antiguo y al agapē comunitario encontrado en la religión cristiana. Una historia arquetípica de este tipo es la leyenda de Tristán e Isolda, que, además de su función mística, muestra la transición de una sociedad de «matrimonio arreglado», tal y como se practicaba en la Edad Media y era santificado por la Iglesia, hacia la forma de matrimonio por «enamoramiento» de otra persona que reconocemos hoy en día. Así que lo que esencialmente comenzó a partir de un tema mitológico se ha convertido en una realidad social, debido principalmente a un cambio en la percepción provocado por una nueva mitología.
Campbell creía que en el mundo moderno la función servida por los sistemas mitológicos tradicionales había sido asumida por creadores individuales tales como artistas y filósofos.[36] En las obras de algunos de sus favoritos, como Thomas Mann, Pablo Picasso y James Joyce, vio temas mitológicos que podrían servir al mismo propósito vivificante que la mitología había jugado una vez. En consecuencia, Campbell creyó que las religiones del mundo eran diversas «máscaras» culturalmente influenciadas de las mismas verdades fundamentales y trascendentes. Todas las religiones pueden llevar a uno a una toma de conciencia elevada por encima y más allá de una concepción dualista de la realidad, o idea de «pares de opuestos» como ser y no ser, o bien y mal. De hecho, cita el Rigveda en el prefacio a El héroe de las mil caras: «La verdad es una, los sabios hablan de ella con muchos nombres.»

## Influencia

### Joseph Campbell Foundation

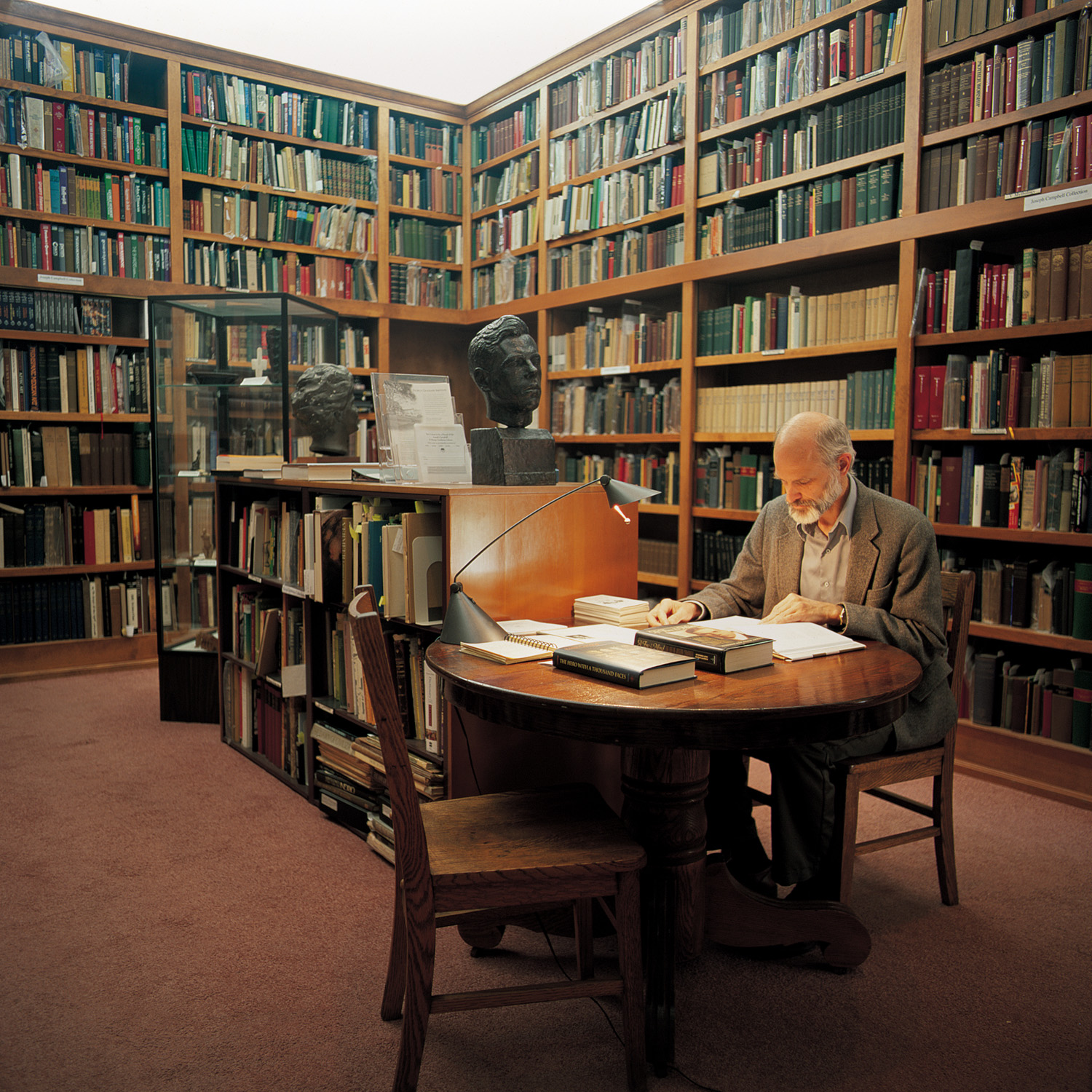
Biblioteca Campbell, Pacifica Graduate Institute

En 1991 la viuda de Campbell, la coreógrafa Jean Erdman, trabajó con el viejo amigo y editor de Campbell, Robert Walter, para crear la Joseph Campbell Foundation (JCF). La misión de la fundación es preservar, proteger y perpetuar el trabajo de Campbell, así como apoyar el trabajo en su campo de estudio.
Las iniciativas emprendidas por la JCF incluyen The Collected Works of Joseph Campbell (Obras completas de Joseph Campbell), una serie de libros y grabaciones que tienen como objetivo reunir la extensa y exhaustiva obra de Campbell; el Erdman Campbell Award; las Mythological RoundTables, una red de grupos locales en todo el mundo que exploran los temas de la mitología comparada, la psicología, la religión y la cultura; y la colección de la biblioteca y los documentos de Campbell albergados en el OPUS Archives and Research Center (véase más adelante).

### Joseph Campbell Collection

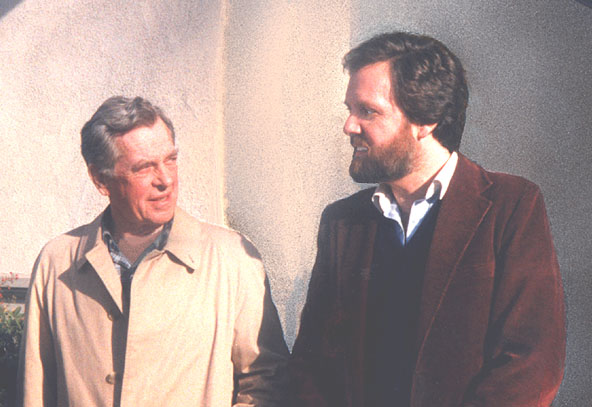
Joseph Campbell y Jonathan Young, Pacifica Graduate Institute, 1985

Después de la muerte de Campbell, Jean Erdman y la Joseph Campbell Foundation donaron sus documentos, libros y otros efectos al Center for the Study of Depth Psychology (Centro para el Estudio de Psicología Profunda) del Pacifica Graduate Institute en Carpintería (California). El centro se convirtió en el OPUS Archives and Research Center y es la sede de la colección. Campbell disertó frecuentemente en Pacifica, una escuela privada que apoya el trabajo de posgrado en mitología y psicología profunda. El comisario de la fundación, el psicólogo Jonathan Young, trabajó en estrecha colaboración con la Sra. Erdman para reunir los materiales de las casas de Campbell en Honolulu y Greenwich Village, Nueva York. La Campbell Collection cuenta con aproximadamente tres mil volúmenes y abarca una amplia gama de temas, incluyendo antropología, folclore, religión, literatura y psicología. La colección también incluye cintas de audio y video de conferencias, manuscritos originales, documentos de investigación y algunos efectos personales incluyendo la regla que usó para subrayar pasajes en sus libros.

### Cine
George Lucas fue el primer cineasta de Hollywood en acreditar la influencia de Campbell. Lucas declaró tras el estreno de la primera película de Star Wars en 1977 que su historia fue concebida, en parte, por ideas descritas en El héroe de las mil caras y otras obras de Campbell. El vínculo entre Star Wars y Campbell se reforzó aún más cuando las reimpresiones posteriores del libro de Campbell usaron la imagen de Mark Hamill como Luke Skywalker en la portada. Lucas habla extensamente de esta influencia en la biografía autorizada de Joseph Campbell A Fire in the Mind:

[Lucas] llegué a la conclusión tras American Graffiti que lo que es valioso para mí es señalar patrones, no mostrar a la gente el mundo tal y como es... alrededor del período de esta toma de conciencia... se me ocurrió que en realidad no había un uso moderno de la mitología... El wéstern fue posiblemente el último cuento de hadas genéricamente estadounidense, hablándonos acerca de nuestros valores. Y una vez que el western desapareció, nada ha ocupado nunca su lugar. En literatura nos adentrábamos en la ciencia ficción... es entonces cuando empecé a hacer una investigación más ardua sobre cuentos de hadas, folclore y mitología, y empecé a leer los libros de Joe. Antes de eso no había leído ninguno de los libros de Joe... Fue muy extraño porque al leer El héroe de las mil caras empecé a darme cuenta de que mi primer borrador de Star Wars seguía motivos clásicos... así que modifiqué mi próximo esbozo [de Star Wars] en concordancia a lo que había estado aprendiendo sobre motivos clásicos y lo hizo un poco más consistente... Continué leyendo Las máscaras de Dios y muchos otros libros.

Sin embargo, no fue sino hasta después de la finalización de la trilogía original de Star Wars en 1983 que Lucas conoció a Campbell o escuchó alguna de sus conferencias. El documental de 1988 El poder del mito fue filmado en el Rancho Skywalker de Lucas. Durante sus entrevistas con Bill Moyers, Campbell analiza la forma en que Lucas utilizó el viaje del héroe en las películas de Star Wars (IV, V y VI) para reinventar la mitología con vistas al espectador contemporáneo. Moyers y Lucas filmaron una entrevista doce años después en 1999 titulada Mythology of Star Wars with George Lucas & Bill Moyers (Mitología de Star Wars con George Lucas & Bill Moyers) para seguir discutiendo el impacto del trabajo de Campbell sobre las películas de Lucas. Además, el National Air and Space Museum of the Smithsonian Institution patrocinó una exposición a finales de los años 90 llamada Star Wars: The Magic of Myth (Star Wars: la magia del mito), que examinó las vías por las que el trabajo de Campbell dio forma a las películas de Star Wars. Una guía complementaria del mismo nombre se publicó en 1997.
Christopher Vogler, un guionista de Hollywood, fue también muy influenciado por Campbell. Creó un memorando de empresa de siete páginas basado en el trabajo de Campbell, A Practical Guide to The Hero With a Thousand Faces (Una guía práctica para El héroe de las mil caras), lo que llevó al desarrollo de la película de Disney de 1994 El rey león. El memorando de Vogler se desarrolló más tarde en el libro de finales de los 90 The Writer's Journey: Mythic Structure For Writers (El viaje del escritor: estructura mítica para escritores).
Muchos cineastas de finales del siglo XX y comienzos del XXI han reconocido la influencia de la obra de Campbell en su propio trabajo. Entre las películas que muchos espectadores han reconocido siguiendo estrechamente el patrón del monomito están las series de Matrix, Batman e Indiana Jones.
La película documental Finding Joe (2011, 1:20) explora los estudios de Campbell y su impacto duradero en nuestra cultura a través de entrevistas intercaladas con representaciones de cuentos clásicos por un grupo de niños. La película sigue las etapas de lo que Campbell denominó El viaje del héroe: desafíos, miedos, dragones, batallas y el regreso a casa como una persona cambiada.

### Literatura popular
Después de la explosión de popularidad provocada por las películas de Star Wars y El poder del mito, artistas creativos de muchos medios reconocieron el potencial de uso de las teorías de Campbell para intentar descubrir respuestas humanas en patrones narrativos. Novelistas, compositores, diseñadores de videojuegos e incluso diseñadores de parques de atracciones han estudiado el trabajo de Campbell con el fin de comprender mejor la mitología (en particular, el monomito) y su impacto.
El novelista Richard Adams reconoce una deuda con el trabajo de Campbell, y en concreto con el concepto de monomito. En su obra más conocida Watership Down, Adams utiliza extractos de El héroe de las mil caras como epigramas de capítulos.

### «Persigue tu felicidad»

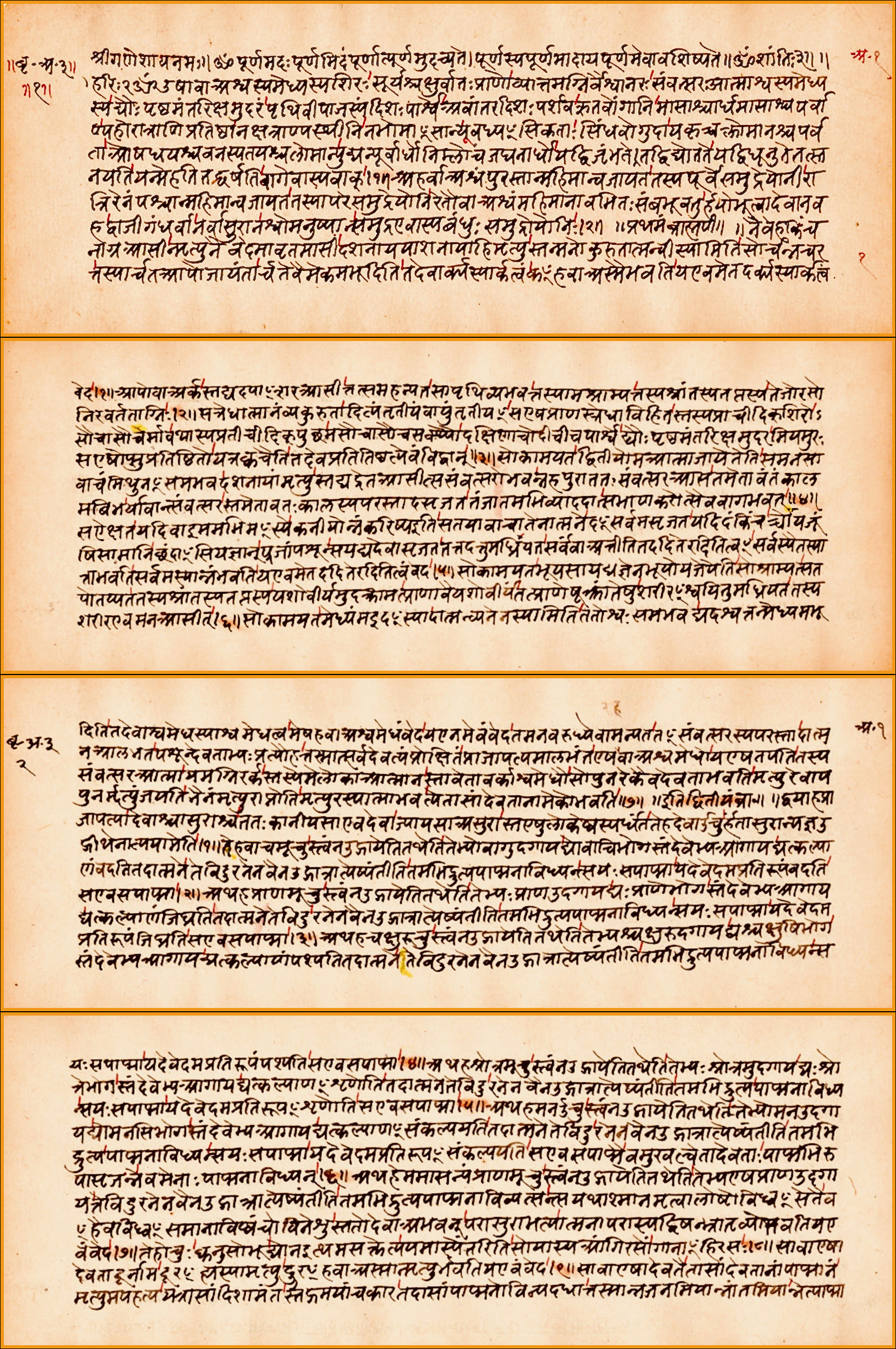
Upanishads

Uno de los dichos de Campbell más identificables, citados y posiblemente incomprendidos era su advertencia de «Persigue tu felicidad». Obtuvo esta idea de las Upanishads:

Llegué a esta idea de felicidad porque en sánscrito, que es el gran lenguaje espiritual del mundo, hay tres términos que representan el límite, el punto de partida hacia el océano de trascendencia: Sat-Chit-Ananda. La palabra «Sat» significa ser. «Chit» significa consciencia. «Ananda» significa felicidad o éxtasis. Pensé: «No sé si mi consciencia es la consciencia adecuada o no; no sé si lo que sé de mi ser es mi ser adecuado o no; pero sé dónde está mi éxtasis. Así que permítanme aferrarme al éxtasis, y ello me traerá tanto mi consciencia como mi ser». Creo que funcionó.

Vio esto no meramente como un mantra, sino como una guía provechosa para el individuo a lo largo del viaje del héroe que cada uno de nosotros recorre en la vida:

Si persigues tu felicidad, te situas sobre una especie de camino que ha estado allí todo el tiempo, esperándote, y la vida que debería ser vivida es la que vives. Dondequiera que estés, si estás persiguiendo tu felicidad, estarás disfrutando de ese refresco, esa vida en ti, todo el tiempo.

Campbell comenzó a compartir esta idea con estudiantes durante sus conferencias en los años 70. Para cuando El poder del mito se emitió en 1988, seis meses después de la muerte de Campbell, «Persigue tu felicidad» era un lema que resonaba profundamente en el público estadounidense, tanto religioso como secular. Durante sus últimos años, cuando algunos estudiantes le consideraron alentador del hedonismo, Campbell se quejó expresando: «Debería haber dicho, "Persigue tus ampollas"» (juego de palabras intraducible al español; la frase «Persigue tu felicidad» en inglés es «Follow your bliss», así que Campbell reemplazó la palabra bliss 'felicidad' por blisters 'ampollas').

## Controversia póstuma
En 1989, dos años después de la muerte de Joseph Campbell, se creó una gran controversia cuando el crítico cultural Brendan Gill publicó un artículo que contenía afirmaciones sin fundamento de que Joseph Campbell era antisemita, así como acusando jocosamente a Campbell de «satanismo» al verse tan saludable con ochenta años. Ese título del artículo de Gill («Los rostros de Joseph Campbell») hace referencia no solo al libro de Gill de 1987 (Many Masks: A life of Frank Lloyd Wright, Muchas máscaras: vida de Frank Lloyd Wright), sino que también fue un juego de palabras del título de la obra de Campbell en cuatro volúmenes Las máscaras de Dios (1959-1968). Gill no ofreció prueba alguna para respaldar su acusación de antisemitismo, pero sí dijo que tanto él como Joseph Campbell asistieron a las reuniones mensuales en el Century Club de Nueva York. Tras el artículo de Gill varias personas que habían conocido personalmente a Campbell impugnaron las acusaciones de Gill.
El profesor de religión Robert Segal respondió a la acusación de antisemitismo de Gill en su propio artículo, «Joseph Campbell on Jews and Judaism» («Joseph Campbell sobre los judíos y el judaísmo»). Segal sugiere que este punto de vista de Campbell se debe, al menos en parte, a su tendencia a ser franco en ocasiones al criticar ciertos aspectos de las religiones organizadas; lo cual, según Campbell declaró en su serie de conferencias de despedida Transformations of Myth Through Time (Transformaciones del mito a través del tiempo), era su trabajo.
Otros académicos no estaban de acuerdo ni con las críticas generales de Gill ni con la acusación de antisemitismo. Pocos meses después de la aparición del artículo de Gill, el New York Review of Books publicó una serie de cartas: «Brendan Gill vs. Defensores de Joseph Campbell» (título de la portada), «Joseph Campbell: un intercambio» (título del artículo). Algunas de las cartas de antiguos alumnos y colegas argumentaron en contra de las acusaciones. En particular, los profesores Roberta y Peter Markman declararon que «estaban consternados porque este fragmento de difamación no estaba respaldado por ninguna evidencia».
Stephen Larsen y Robin Larsen, autores de la biografía Joseph Campbell: A Fire in the Mind (2002) (Joseph Campbell: un fuego en la mente), también argumentaron en contra de lo que se refieren como «el denominado cargo antisemita». Declaran: «Para que quede constancia, Campbell no perteneció a ninguna organización que aprobara prejuicios raciales o sociales, ni conocemos ninguna otra forma en que respaldara tales puntos de vista. Durante su vida, no hubo constancia de tales acusaciones de intolerancia pública».

## Obras
La Obra completa de Joseph Campbell es tan extensa y exhaustiva como la de Jung o Freud, por lo que para su revisión detallada se remite al artículo correspondiente ya señalado. Sirvan a continuación las siguientes obras como una aproximación introductoria a algunas de las más relevantes:

### Colaboraciones tempranas

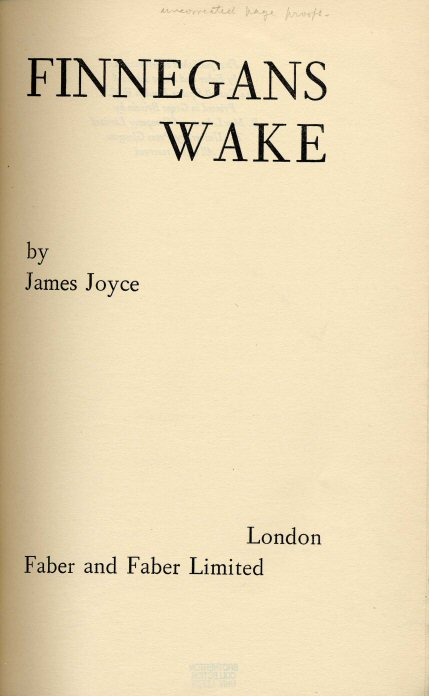
Finnegans Wake de Joyce, obra de referencia para su trabajo temprano A Skeleton Key to Finnegans Wake.

El primer trabajo publicado que llevaba el nombre de Campbell fue Where the Two Came to Their Father (1943) (Donde los dos vinieron a su padre), una ceremonia navajo llevada a cabo por el cantante (hombre medicina) Jeff King y grabado por la artista y etnóloga Maud Oakes, relatando la historia de dos jóvenes héroes que van a la choza de su padre, el Sol, y vuelven con el poder de destruir los monstruos que están atormentando a su gente. Campbell proporcionó un comentario. Usaría esta historia el resto de su carrera para ilustrar tanto los símbolos y estructuras universales de los mitos humanos como las particularidades ("ideas populares") de las historias nativas americanas.
Como se señaló anteriormente, James Joyce fue una influencia importante en Campbell. Su primer libro importante (con Henry Morton Robinson), A Skeleton Key to Finnegans Wake (1944) (Una llave maestra a Finnegans Wake), es un análisis crítico del texto final de Joyce Finnegans Wake. Además, el trabajo seminal de Campbell, The Hero with a Thousand Faces (1949) (El héroe de las mil caras), analiza lo que denominó monomito - el ciclo del viaje del héroe - un término que tomó prestado directamente del Finnegans Wake de Joyce.

### El héroe de las mil caras

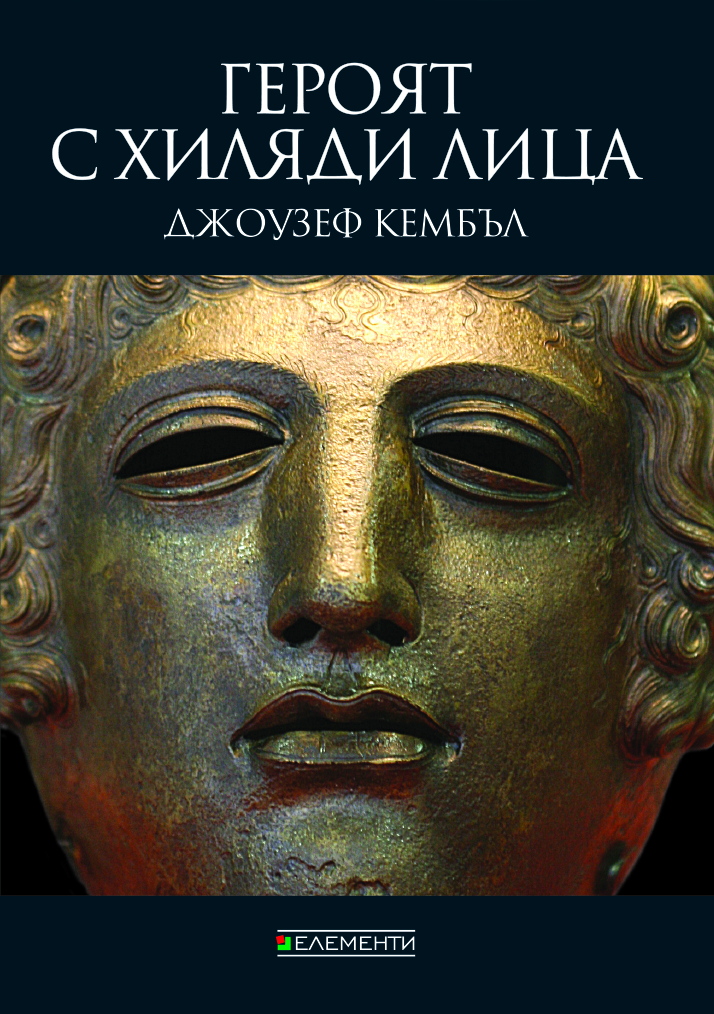
El héroe de las mil caras en su edición búlgara.

Originalmente titulado How to Read a Myth (Cómo leer un mito) y basado en la clase de introducción a la mitología que había estado enseñando en el Sarah Lawrence College, El héroe de las mil caras se publicó en 1949 como la primera incursión de Campbell como un autor en solitario; todo ello consolidó su nombre fuera de los círculos académicos y sigue siendo, posiblemente, su trabajo más influyente hasta el día de hoy. No solo introdujo el concepto de viaje del héroe (monomito) en el pensamiento popular, sino que también comenzó a popularizar la idea misma de la mitología comparada, el estudio del impulso humano a crear historias e imágenes que, aunque están revestidas de los motivos de un tiempo y lugar particulares, dibujan, sin embargo, temas universales y eternos. Campbell afirmó:

Dondequiera que la poesía del mito es interpretada como biografía, historia o ciencia, es destruida. Las imágenes vivas llegan a ser sólo hechos remotos de un tiempo o cielo distantes. Por otra parte, no es difícil demostrar que como ciencia e historia, la mitología es absurda. Cuando una civilización empieza a reinterpretar su mitología de esta manera, la vida sale de ella, los templos se convierten en museos y el vínculo entre las dos perspectivas se disuelve.

### Las máscaras de Dios

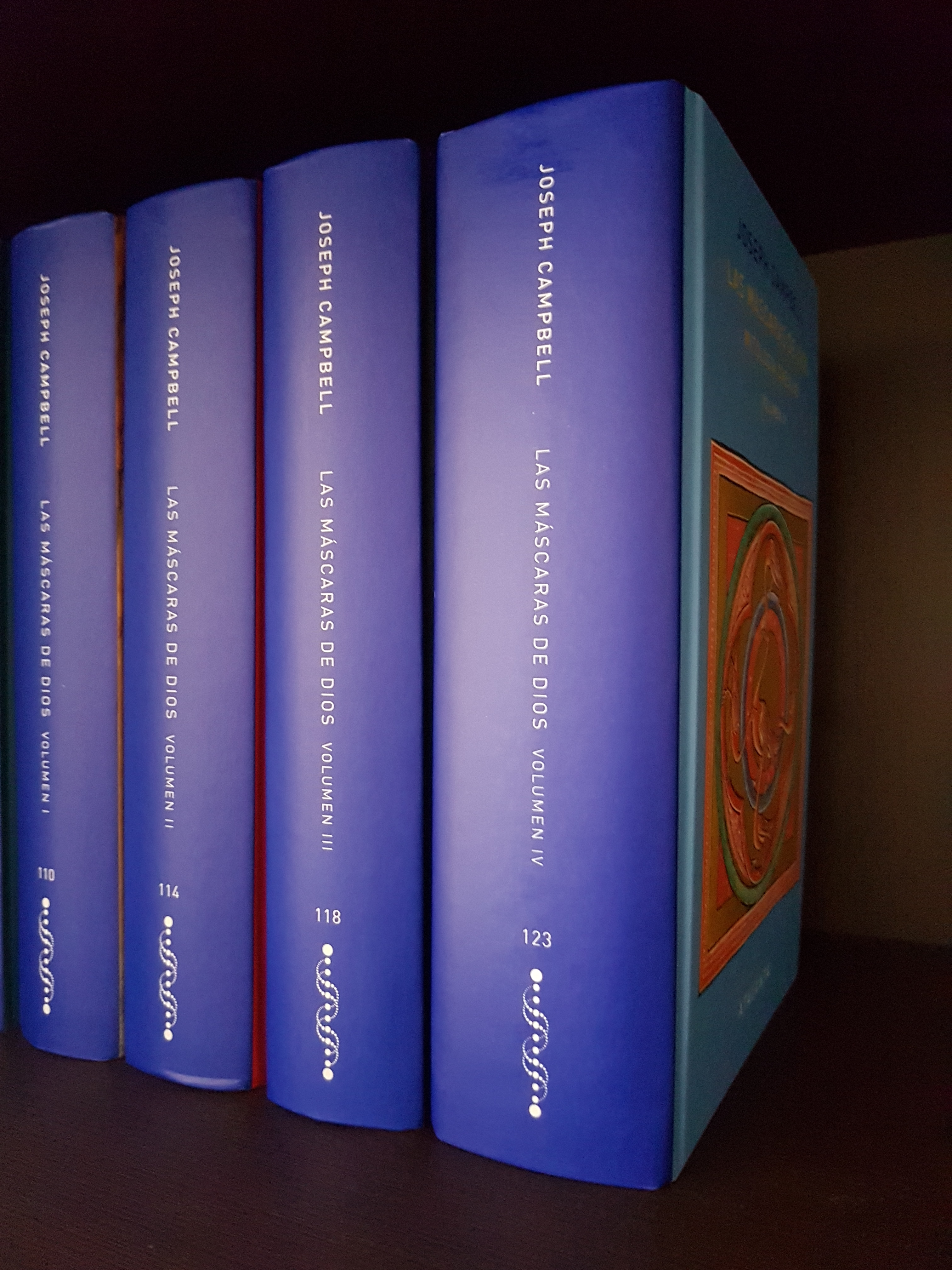
Las máscaras de Dios en su edición española.

Escrita entre 1959 y 1968, la obra en cuatro volúmenes de Campbell Las máscaras de Dios cubre la mitología de todo el mundo, desde la antigüedad hasta la modernidad. Donde El héroe de las mil caras enfocaba la comunidad de la mitología (las "ideas elementales"), los libros de Las máscaras de Dios se centran en las variaciones históricas y culturales que asume el monomito (las "ideas populares"). En otras palabras, donde El héroe de las mil caras dibuja tal vez más desde la psicología, los libros de Las máscaras de Dios lo hacen más desde la antropología y la historia. Los cuatro volúmenes de Las máscaras de Dios son los siguientes: Mitología primitiva, Mitología oriental, Mitología occidental y Mitología creativa.
La obra es citada por los defensores de la teoría del mito de Jesús. Campbell escribe: "Está claro que, ya sea precisa o no en cuanto a los detalles biográficos, la conmovedora leyenda de Cristo crucificado y resucitado fue apta para traer una nueva calidez, inmediatez y humanidad a los viejos motivos de los amados ciclos de Tammuz, Adonis y Osiris".

### Atlas histórico de mitología mundial
En el momento de su muerte, Campbell estaba trabajando en una serie de gran formato y profusamente ilustrada titulada Atlas histórico de mitología mundial. Esta serie fue desarrollada desde la idea de Campbell, presentada por primera vez en El héroe de las mil caras, de que el mito evoluciona con el tiempo a través de cuatro etapas:
1. El camino de los poderes animales— los mitos de los cazadores-recolectores del Paleolítico que se centran en el chamanismo y los animales totémicos.
2. El camino de la tierra sembrada— los mitos del Neolítico, culturas agrarias que se centran en una diosa madre y los ritos asociados a la fertilidad.
3. El camino de las luces celestiales— los mitos de las ciudades-estado de la Edad del Bronce con panteones de dioses gobernando desde el cielo, dirigidos por un rey-dios masculino.
4. El camino del hombre— religión y filosofía tal y como se desarrollaron tras la Era Axial (c. siglo VI a. C.), en la cual la imaginería mítica de eras anteriores fue hecha conscientemente metafórica, reinterpretada refiriéndose a asuntos psico-espirituales, no literal-históricos. Esta transición es evidente en oriente en el budismo, el vedānta y el taoísmo filosófico; y en occidente en los cultos mistéricos, el platonismo, el cristianismo y el gnosticismo.

Solo el primer volumen se completó en el momento de la muerte de Campbell. Su editor, Robert Walter, publicó póstumamente las tres primeras partes de las cinco que conforman el segundo volumen. Sendos volúmenes están ahora fuera de impresión. A partir de 2014, la Fundación Joseph Campbell se comprometió a crear una nueva edición digital.

### El poder del mito
El mayor reconocimiento popular de Campbell siguió a su colaboración con Bill Moyers en la serie de PBS El poder del mito, que fue transmitida por primera vez en 1988, el año después de la muerte de Campbell. La serie analiza arquetipos mitológicos, religiosos y psicológicos. Un libro, El poder del mito, conteniendo transcripciones ampliadas de sus conversaciones, fue publicado poco después de la emisión original.

### Vida y obra
Libros
- Segal, Robert. Joseph Campbell an Introduction (1987)
- Larsen, Stephen y Robin. Joseph Campbell: A Fire in the Mind (1991)
- Golden, Kenneth L. Uses of Comparative Mythology: Essays on the Work of Joseph Campbell (1992)
- Manganaro, Marc. Myth, Rhetoric, and the Voice of Authority: A Critique of Frazer, Eliot, Frye, and Campbell (1992)
- Madden, Lawrence. (Editor) The Joseph Campbell Phenomenon: Implications for the Contemporary Church (1992)
- Noel, Daniel C. (Editor) Paths to the Power of Myth (1994)
- Snyder, Tom. Myth Conceptions: Joseph Campbell and the New Age (1995)
- Henderson, Mary. Star Wars: The Magic of Myth (1997) Smithsonian Exhibit
- Vogler, Christopher. The Writer's Journey: Mythic Structure For Writers (1998)
- Ellwood, Robert. The Politics of Myth: A Study of C. G. Jung, Mircea Eliade, and Joseph Campbell (1999)

Artículos
- Man and Myth: A Conversation with Joseph Campbell. Sam Keen. Psychology Today, v. 5 (1971)
- Living Myths: A Conversation with Joseph Campbell. Lorraine Kisly. Parabola, v. 1 (1976)
- The Professor with a Thousand Faces. Donald Newlove. Esquire, v. 88 (1977)
- Earthrise: The Dawning of a New Spiritual Awareness. Eugene Kennedy. New York Times Magazine. (15 de abril de 1979)
- Elders and Guides: A Conversation with Joseph Campbell. Michael McKnight. Parabola, v. 5 (1980)
- The Masks of Joseph Campbell. Florence Sandler y Darrell Reeck. Religion, v. 11 (1981)
- A Primer on Joseph Campbell and the Mythological Dimensions of Consciousness (Obituary). John Lobel. Whole Earth Review, Summer, 1988.
- The faces of Joseph Campbell. Brendan Gill. New York Review of Books, v. 36, number 14 (28 de septiembre de 1989)
- Brendan Gill vs Defenders of Joseph Campbell—An Exchange. Varios autores. New York Review of Books, v. 36, número 17 (9 de noviembre de 1989)
- Joseph Campbell on Jews and Judaism. Robert Segal. Religion, v. 22 (abril de 1992)
- “Was Joseph Campbell a Postmodernist?’’ Joseph M. Felser. Journal of the American Academy of Religion, v. 64 (1998)
- Why Joseph Campbell's Psychologizing of Myth Precludes the Holocaust as Touchstone of Reality. Maurice Friedman, Journal of the American Academy of Religion, v. 67 (1998)
- Joseph Campbell as Antisemite and as Theorist of Myth: A Response to Maurice Friedman. Robert A. Segal, Journal of the American Academy of Religion, v. 66 (1999)
- A. M. Bilodeau, "Joseph Campbell: le jeu de l'éternité dans le temps", Religiologiques, 8 (1993), p. 182–203.